# SATO
SATOは、アジアやサブサハラアフリカの途上国で普及が進む安価なプラスチック製の簡易式トイレ用便器。Safe Toiletからの略語。

## 概要
日本のLIXILのアメリカ法人、アメリカンスタンダード・ブランズが、2010年代にビル&メリンダ・ゲイツ財団が行ったトイレ再発明チャレンジ（Reinvent the Toilet Challenge）助成を受けて制作されたプラスチック製の簡易式トイレ。世界の途上国では、トイレの整備不足から屋外排泄を余儀なくされる住民が今なお9億人が存在しており、非衛生的環境から健康を害するケースが後を絶たない。初期のSATOは、プラスチックで成型加工した和式便器然の形状ではあるものの簡易な弁がついており、既存の汲み取り式トイレシステムと組み合わせるだけでも臭気の排出や虫の侵入、繁殖を防ぐ機能があり、地域の衛生環境を向上させる効果が期待できる。2015年にアメリカ合衆国商務省より、「人類のための特許賞」を受賞した。

## 普及
2013年にバングラデシュで1台あたり2ドル以下という価格で販売開始。2016年には販売国を広げながら使用台数100万台を達成。2017年現在、バングラデシュのほかインド、ウガンダ、ケニアの4カ国で販売。今後、ナイジェリアやタンザニア、ベトナム、フィリピンなど計11カ国に生産・販売体制が広がる見込み。アフリカからは、洋式便器型が要望されており順次製造される予定。